# شعر ياباني

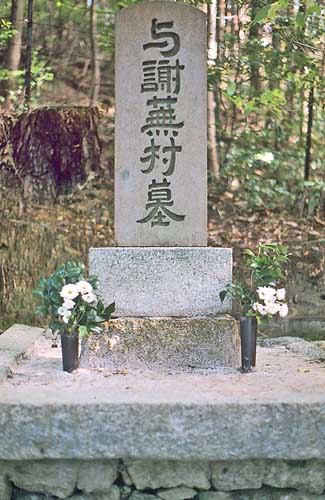
قبر الشاعر الياباني يوسا بوسون

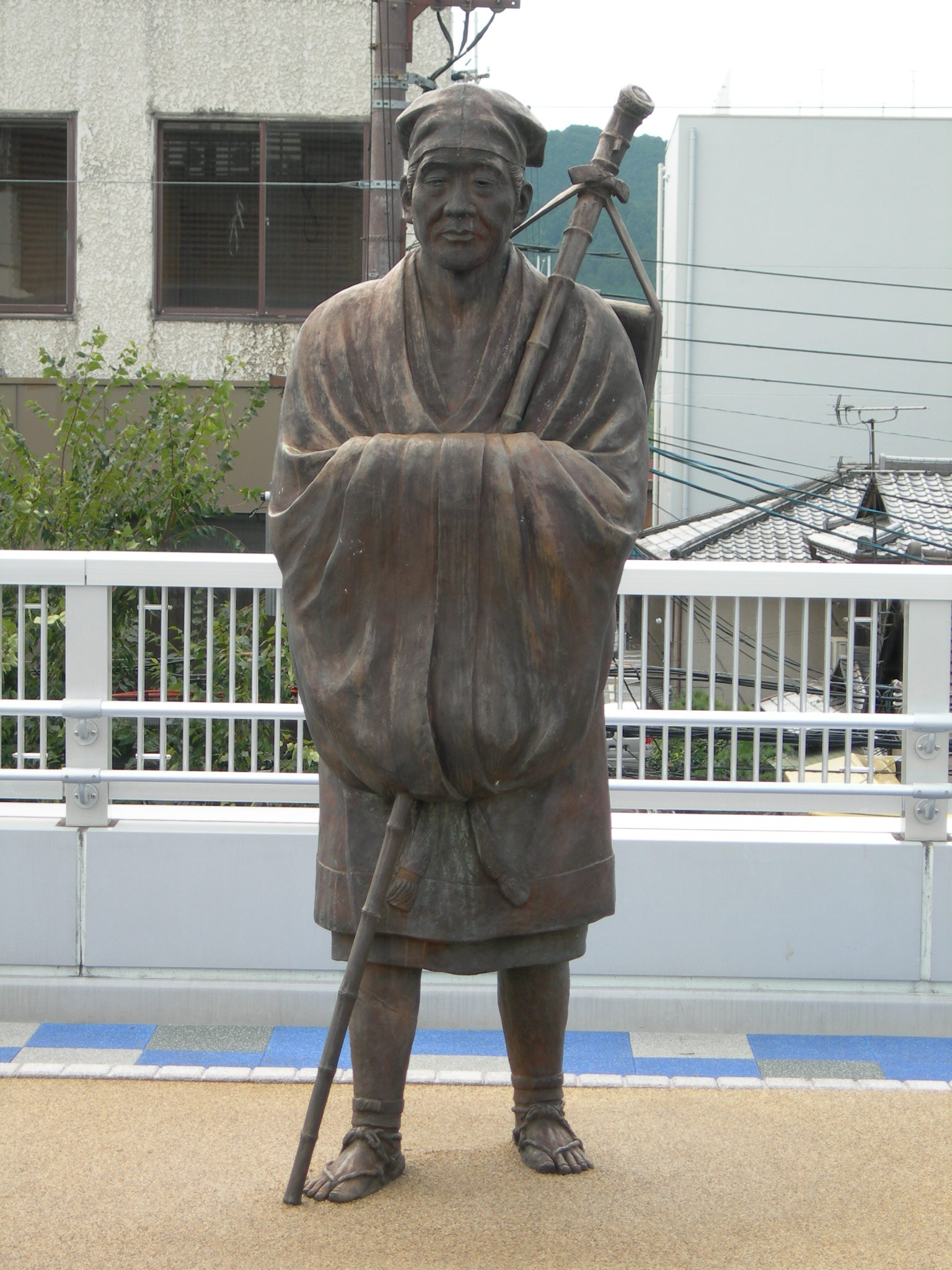
نصب للشاعر الياباني ماتسوو باشو

واجه الشعر الياباني تحدر من الشعر الصيني في أوج حضارة حكم سلالة تانغ الصينية. وقد أمضى الشعراء اليابانيون عدة قرون لاستيعاب التأثير الصيني ودمجه ضمن ثقافتهم ولغتهم، ليبدؤوا تطوير تشكيلات وأنماط مختلفة من شعرهم الوطني.
وعلى سبيل المثال في قصيدة (قصة جني) غالبا ما يقرن الشعر باللغتين، كون أكثر الشعر الياباني كان يكتب بالصينية. ولذلك يبدو أن تعبير «شعر باللغة اليابانية» أكثر دقة. ومن أنواع الشعر الياباني:
- هايكو (باليابانية: 俳句)
- رنغا.

أهم ثلاث مجموعات شعرية في التاريخ الياباني هي مانيوشو، شين كوكين واكاشو، وكوكين واكاشو.

## كوكين واكاشو
في منتصف فترة هييآن عاد شعر واكا إلى الوجود بإكمال كتاب كوكين واكاشو. تم تأليفه بأمر من الإمبراطور دايغو على يد كي نو تسورايوكي وأربعة من زملائه، حيث يضم حوالي 1000 مقطوعة واكا معظمها من أواخر فترة نارا.